# Баллестрем, Франц фон
Франц Карл Вольфганг Людвиг Александр фон Баллестрем (нем. Franz Karl Wolfgang Ludwig Alexander von Ballestrem; 5 сентября 1834, Плавновице — 23 декабря 1910, там же) — граф, политический деятель Германии.

## Биография
Сын богатого силезского помещика. Учился в духовных учебных заведениях.
С 1855 года состоял на прусской военной службе, участвовал в войнах 1866 и 1870 годов; вследствие падения с лошади получил увечье и вышел в отставку.
С 1872 года состоял депутатом рейхстага, где принадлежал к партии Центра, именно к его аграрно-консервативному крылу. Принял деятельное участие в борьбе Центра против культуркампфа, веденного правительством Бисмарка при содействии прогрессистов.
В разгар этой борьбы, когда в заседании рейхстага 4 декабря 1874 года Бисмарк говорил о покушении на его жизнь, совершенном Кулльманом в Киссингене, и обвинял в нем партию Центра, Баллестрем громко крикнул ему ставшее знаменитым «пфуй», которое президент рейхстага Форкенбек немедленно квалифицировал как «непарламентское выражение», а Бисмарк — как выражение «бесстыдное».
В 1891 году Баллестрем был избран в прусский ландтаг. В 1893 году он, вопреки громадному большинству своей партии, высказался за военный законопроект графа Каприви, и потому отказался выставить свою кандидатуру на выборах 1893 года.
В 1898 году выбран вновь, в 1903 году переизбран. С 1898 по 1907 годы состоял президентом Рейхстага.
В качестве президента он сперва обнаруживал замечательное беспристрастие и твердость по отношению к правительству. В 1900 году он призвал к порядку одного депутата за выражение: «У социал-демократов нет патриотического чувства». В июне 1899 году он решительно заявил министру торговли Брефельду, упрекнувшему депутата Резике за привлечение в дебаты монарха, что он не допустит замечаний депутатам с чьей бы то ни было стороны, считая это вторжением в сферу прав президента. Когда на следующий день в официальном отчете эта сцена была передана неправильно, Баллестрем опубликовал письмо, в котором восстановил истинный смысл своего замечания. Несколько позже он сделал в том же духе замечание канцлеру Гогенлоэ.
Начиная с 1900 года твердость и беспристрастие Баллестрема подвергались сильным искушениям. Во время обсуждения проекта увеличения флота, решительным сторонником которого был Баллестрем, на левой половине рейхстага утверждали, что он руководит прениями не вполне беспристрастно. За заслуги его по проведению проекта он получил звание прусского действительного тайного советника.
В 1902 году во время обсуждения таможенного тарифа Баллестрем явно содействовал аграриям, систематически стесняя свободу речи их противников, в особенности социал-демократов, нарушал ранее установленное им самим право критиковать речи императора, если они опубликованы официально, содействовал нарушению парламентских обычаев относительно порядка обсуждения законопроектов. Популярность, которую он сперва было приобрел среди различных партий, он быстро утратил, и стал считаться, по крайней мере в рядах оппозиции, образцом придирчивого, деспотичного и пристрастного президента.